# 2002년 두산 베어스 시즌
2002년 두산 베어스 시즌은 두산 베어스가 KBO 리그에 참가한 4번째 시즌으로, OB 베어스 시절까지 합하면 21번째 시즌이다. 김인식 감독이 팀을 이끈 8번째 시즌이며, 안경현이 주장을 맡았다. 팀은 주전 선수들의 잦은 부상 뿐 아니라 거포 우즈의 방망이가 연일 헛돌자 신병치료를 이유로 미국에 다녀오는 돌출행동으로 팀 분위기를 해친 데 이어 든든한 왼손 대타였던 송원국도 불의의 교통사고로 시즌을 접어 LG 트윈스에 2경기 차로 밀리며 8팀 중 정규시즌 5위에 그쳐 포스트시즌 진출에 실패했고 66승으로 1989년 단일시즌제 도입 후(양대리그 체제인 99~2000년 제외) 2015년 와일드카드 제도 도입 이전까지의 5위팀 최다 승 기록을 갱신(종전 기록-93년 빙그레 98년 해태(이상 61승))했음에도 2013년 롯데(66승)에 의해 타이가 됐다.

## 타이틀
- 영구결번 지정: 박철순 (21)
- 부산 아시안 게임 금메달: 김인식(감독), 박명환, 홍성흔, 김동주
- 대륙간컵 은메달: 박상열(코치), 이혜천, 최용호, 강인권, 장원진
- 올스타 선발: 홍성흔 (포수), 안경현 (2루수), 김동주 (3루수), 정수근 (외야수), 심재학 (외야수), 우즈 (지명타자)
- 올스타전 추천선수: 우즈, 레스, 박명환, 진필중
- 컴투스프로야구2022 타이틀홀더 라인업: 이재영 (구원투수)
- 출장(투수): 이혜천 (78)
- 완봉: 콜 (2)
- 세이브: 진필중 (31)
- 홀드: 차명주 (17)
- 도루저지: 홍성흔 (51)
- 터프세이브: 진필중 (7)

### 퓨처스리그
- 북부리그 홀드: 김태구 (4)

## 선수단
- 선발투수 : 박명환, 레스, 콜, 구자운, 이경필
- 구원투수 : 이재영, 이상훈, 차명주, 이혜천, 최경훈, 최용호, 이재우, 장인규, 박보현, 김유봉, 김경태
- 마무리투수 : 진필중, 장성진
- 포수 : 홍성흔, 강인권, 이경환
- 1루수 : 장원진, 문희성
- 2루수 : 안경현, 송원국, 김학재, 김성균, 이종민, 고영민
- 유격수 : 김호, 김민호
- 3루수 : 김동주, 홍원기
- 좌익수 : 최경환, 강봉규
- 중견수 : 정수근
- 우익수 : 심재학, 전상렬
- 지명타자 : 우즈, 윤태수, 유재웅

## 여담
- 우즈는 통산 614경기에 출전하여 KBO 리그 역대 외국인 내야수 통산 최다 출전 기록을 세웠다.
- 이 시즌은 KBO 리그 사상 10번째로 규정 타석을 채운 야수 전원이 WAR 양수를 기록한 시즌이다. 그 중 가장 WAR이 낮았던 장원진은 WAR 0.44를 기록했다.
- 우즈는 이 시즌을 끝으로 KBO 리그를 떠나 KBO 리그 외국인 1루수 통산 최고 WAR(22.07), 3000타석 미만 타자 중 통산 최고 공격 WAR(29.09), 최다 홈런(174), 최다 루타(1279), 최다 타점(510), 월요일 경기 최다 홈런(21), 최다 병살(9), 외국인 타자 통산 포스트시즌 최다 득점(24), 최다 홈런(13), 최다 루타(71), 최다 타점(28), 최다 볼넷(20), 최다 삼진(36), 최다 희생플라이(2) 기록을 세웠다.
- 김경태는 이 시즌 KBO 리그 역대 단일 시즌 현대 유니콘스 상대 최고 피OPS(5.000) 기록을 세웠다.

## 같이 보기
- 2003년 두산 베어스 시즌